# Спиро Челебиев
Спиро Василев Челебиев е български революционер, деец на Върховния македоно-одрински комитет.

## Биография
Спиро Челебиев е роден в 1875 година в костурското село Бъмбоки, Османската империя. Влиза във Върховния комитет и от август 1902 до февруари 1903 година е четник в четата на Христо Саракинов, действаща в Горноджумайско. След Илинденско-Преображенското въстание в 1903 година влиза в четата на Никола Лефтеров и остава в нея до 1906 година и участва в сражения с турската войска.
При избухването на Балканската война в 1912 година е доброволец в Македоно-одринското опълчение и служи в четата на Коста Христов Попето, четата на Никола Лефтеров. Участва в боя при връх Занога на 6, 7 и 9 септември, при Чаирчале на 11, 12 и 13 октомври, при Червено поле на 19 и 20 октомври, при Ченгенекале на 21 и 22 октомври, срещу гърците при Чаяза на 16 и 17 февруари 1913 година, при Ангиста на 9 и 10 май, при Пърнардаг на 17 и 18 май. В Междусъюзническата война с Четвърта рота на Десета прилепска дружина се сражава срещу сръбски и черногорски части при Султан тепе на 16 - 19 юни. Носител е на кръст „За храброст“ IV степен.
Емигрира в Свободна България и се установява във Варна. Член е на Илинденската организация. На 30 март 1943 година като жител на Варна подава молба за българска народна пенсия. Молбата е одобрена и пенсията е отпусната от Министерския съвет на Царство България.